# Primera División de Montenegro 2019-20
La Primera División de Montenegro 2019-20 fue la edición número 14 de la Primera División de Montenegro. La temporada comenzó el 3 de agosto de 2019 y terminó el 7 de junio de 2020. Budućnost se coronó campeón, ganando así su 4 título de liga alcanzando al Sutjeska.
El 13 de marzo la liga era suspendida por la Pandemia de COVID-19. El 20 de mayo se hacía oficial la reanudación del fútbol para el 30 de mayo con los encuentros de la jornada 24. Esto hasta que el 7 de julio la liga fue finalizada, después de que se presentarán casos de COVID-19 entre jugadores de Primera y Segunda división, el campeón al ya estar definido solo se definió los clubes que entraron a la Europa League, que fueron el Sutjeska para la Primera ronda y el Iskra y Zeta para la Ronda preliminar.

## Sistema de competición
Los 10 equipos participantes llegaron a disputar 31 partidos cada uno, al término de la jornada 31 el primer clasificado se coronó campeón y obtuvo un cupo para la Primera ronda de la Liga de Campeones 2020-21, el segundo clasificado obtuvo un cupo para la Primera ronda de la Liga Europa 2020-21, mientras que el tercero y cuarto un cupo para la Ronda Preliminar. Por otro lado el último clasificado descendió a la Segunda División de Montenegro 2020-21, mientras que los dos penúltimos jugaron los Play-offs de relegación contra el segundo y tercero de la Segunda División de Montenegro 2019-20  que determinó quien iba a participar en la Primera División de Montenegro 2020-21.
Debido a la finalización de la liga, los clubes llegaron solo a disputar 31 partidos y el cupo de la copa paso a la liga.

## Equipos participantes
| Equipo    | Ciudad      | Estadio                 | Capacidad |
| --------- | ----------- | ----------------------- | --------- |
| Budućnost | Podgorica   | Stadion pod Goricom     | 15.230    |
| Grbalj    | Radanovići  | Donja Sutvara           | 1.500     |
| Iskra     | Danilovgrad | Braće Velašević         | 2.500     |
| Kom       | Podgorica   | Stadion Zlatica         | 3.000     |
| Petrovac  | Petrovac    | Stadion pod Malim brdom | 1.630     |
| Podgorica | Podgorica   | DG Arena                | 1.500     |
| Rudar     | Pljevlja    | Stadion pod Golubinjom  | 5.140     |
| Sutjeska  | Nikšić      | Stadion kraj Bistrice   | 5.214     |
| Titograd  | Podgorica   | FK Mladost              | 2.000     |
| Zeta      | Golubovci   | Stadion Trešnjica       | 4.000     |

### Ascensos y descensos
| Pos. | Ascendidos de Segunda División 2018-19 |
| ---- | -------------------------------------- |
| 1    | Podgorica                              |
| 2    | Kom                                    |

| Pos. | Descendidos de Primera División 2018-19 |
| ---- | --------------------------------------- |
| 8    | Lovćen                                  |
| 10   | Mornar                                  |

## Tabla de posiciones
| Pos. | Equipo        | Pts. | PJ | G  | E  | P  | GF | GC | Dif. | Clasificación 2020–21                  |
| ---- | ------------- | ---- | -- | -- | -- | -- | -- | -- | ---- | -------------------------------------- |
| 1    | Budućnost (C) | 73   | 31 | 23 | 4  | 4  | 63 | 26 | +37  | Primera ronda de la Liga de Campeones  |
| 2    | Sutjeska      | 55   | 31 | 15 | 10 | 6  | 57 | 31 | +26  | Primera ronda de la Liga Europea       |
| 3    | Iskra         | 53   | 31 | 15 | 8  | 8  | 43 | 33 | +10  | Ronda preliminar de la Liga Europa     |
| 4    | Zeta          | 41   | 31 | 9  | 14 | 8  | 29 | 30 | −1   | Ronda preliminar de la Liga Europa     |
| 5    | Podgorica     | 40   | 31 | 8  | 16 | 7  | 34 | 27 | +7   |                                        |
| 6    | Petrovac      | 37   | 31 | 9  | 10 | 12 | 30 | 46 | −16  |                                        |
| 7    | Rudar         | 35   | 31 | 10 | 5  | 16 | 38 | 57 | −19  |                                        |
| 8    | Titograd (O)  | 31   | 31 | 7  | 10 | 14 | 29 | 38 | −9   | Promoción por la permanencia           |
| 9    | Kom           | 29   | 31 | 6  | 11 | 14 | 36 | 45 | −9   | Promoción por la permanencia           |
| 10   | Grbalj        | 22   | 31 | 4  | 10 | 17 | 23 | 49 | −26  | Descenso a la Segunda División 2020-21 |

Actualizado a los partidos jugados el 30 de junio de 2020.
 Fuente: Soccerway

## Tabla de resultados cruzados
| Local \ Visitante | BUD | GRB | ISK | KOM | PET | POD | RUD | SUT | TIT | ZET |
| ----------------- | --- | --- | --- | --- | --- | --- | --- | --- | --- | --- |
| Budućnost         | —   | 3–2 | 1–0 | 3–1 | 3–0 | 1–0 | 2–0 | 1–4 | 2–1 | 1–1 |
| Grbalj            | 0–4 | —   | 2–3 | 1–1 | 1–1 | 1–1 | 2–2 | 1–1 | 0–2 | 0–0 |
| Iskra             | 2–2 | 1–0 | —   | 0–2 | 1–2 | 2–1 | 2–0 | 2–0 | 0–0 | 3–1 |
| Kom               | 1–3 | 1–1 | 1–1 | —   | 3–2 | 1–1 | 5–0 | 1–1 | 1–2 | 0–0 |
| Petrovac          | 0–3 | 2–0 | 0–1 | 2–1 | —   | 1–1 | 1–4 | 0–4 | 0–3 | 0–2 |
| Podgorica         | 1–3 | 1–1 | 1–1 | 4–2 | 1–0 | —   | 3–0 | 2–2 | 0–0 | 2–0 |
| Rudar             | 0–3 | 1–3 | 1–1 | 3–2 | 4–0 | 2–1 | —   | 0–4 | 3–1 | 1–1 |
| Sutjeska          | 0–2 | 5–0 | 4–2 | 2–0 | 3–0 | 1–2 | 3–0 | —   | 1–1 | 2–1 |
| Titograd          | 2–1 | 1–0 | 0–1 | 3–1 | 1–2 | 1–2 | 0–1 | 0–1 | —   | 0–1 |
| Zeta              | 2–1 | 2–0 | 0–1 | 0–0 | 1–1 | 1–0 | 2–1 | 0–0 | 1–0 | —   |

| Local \ Visitante | BUD | GRB | ISK | KOM | PET | POD | RUD | SUT | TIT | ZET |
| ----------------- | --- | --- | --- | --- | --- | --- | --- | --- | --- | --- |
| Budućnost         | —   | 1–0 | –   | 2–0 | 1–1 | 1–0 | 2–0 | 3–0 | –   | 4–1 |
| Grbalj            | –   | —   | 3–1 | 0–1 | 0–0 | 0–0 | 1–0 | –   | 0–0 | 0–2 |
| Iskra             | 4–1 | 2–1 | —   | 2–0 | –   | –   | 0–2 | 1–0 | 3–0 | 3–1 |
| Kom               | 0–1 | 0–1 | –   | —   | 0–1 | –   | 1–1 | 3–3 | –   | 1–0 |
| Petrovac          | 0–1 | –   | 4–1 | 1–0 | —   | 1–1 | –   | –   | 1–1 | 2–2 |
| Podgorica         | 1–1 | 2–0 | 0–0 | 1–1 | 1–1 | —   | –   | –   | 1–1 | –   |
| Rudar             | 0–4 | 3–1 | –   | –   | 0–2 | 0–3 | —   | 5–1 | 1–1 | –   |
| Sutjeska          | –   | 4–1 | 1–1 | –   | 0–0 | 1–0 | 2–0 | —   | 3–1 | 0–0 |
| Titograd          | 1–3 | –   | 2–1 | 2–3 | –   | 0–0 | 1–3 | 1–1 | —   | 0–0 |
| Zeta              | –   | –   | 1–1 | 1–1 | 1–1 | 1–1 | 2–0 | 1–3 | –   | —   |

## Play-offs de relegación
Será jugado entre el octavo y noveno clasificado de la liga contra el subcampeón y tercero de la Segunda División de Montenegro.
| Equipo 1 | Agr.           | Equipo 2 | Ida | Vuelta |
| -------- | -------------- | -------- | --- | ------ |
| Kom      | 2–3            | Jezero   | 1–0 | 1–3    |
| Titograd | 1–1 (5:4 pen.) | Bokelj   | 0–1 | 1–0    |

## Goleadores
| Pos. | Jugador             | Club      | Goles |
| ---- | ------------------- | --------- | ----- |
| 1    | Marko Ćetković      | Sutjeska  | 10    |
| 2    | Draško Božović      | Budućnost | 9     |
| 2    | Igor Ivanović       | Budućnost | 9     |
| 2    | Boban Đorđević      | Grbalj    | 9     |
| 2    | Sava Gardašević     | Kom       | 9     |
| 2    | Velizar Janketić    | Rudar     | 9     |
| 2    | Božo Marković       | Sutjeska  | 9     |
| 8    | Panagiotis Moraitis | Budućnost | 8     |
| 8    | Boris Kopitović     | Petrovac  | 8     |
| 8    | Vule Vujačić        | Rudar     | 8     |